# Blomspindling
Blomspindling (Cortinarius odoratus) är en svampart som först beskrevs av Meinhard (Michael) Moser, och fick sitt nu gällande namn av Meinhard (Michael) Moser 1967. Blomspindling ingår i släktet Cortinarius och familjen spindlingar.  Arten är reproducerande i Sverige. Inga underarter finns listade i Catalogue of Life.